# NuSTAR
Nuclear Spectroscopic Telescope Array (NuSTAR) — космическая обсерватория НАСА в программе малых космических спутников. Это первый космический телескоп жёсткого рентгеновского диапазона (7-80 кэВ), работающий на принципе скользящего отражения — отражения рентгеновских и гамма-лучей под очень малыми углами к поверхности зеркал. Работа в этом участке электромагнитного спектра ранее велась только с использованием принципа кодирующей апертуры, что существенным образом ограничивало их чувствительность. В приборах, работающих по принципу кодирующей апертуры, сигнал источника необходимо вычленять на фоне большого инструментального фона, собираемого практически со всего детектора. В случае зеркальной системы фотоны источника проецируются в малую часть детектора, и, следовательно, влияние инструментального фона на измерения может быть на порядки меньше.
13 июня 2012 года в 16.01 UTC с борта самолёта L-1011 'Stargazer' стартовала РН Пегас XL и вывела телескоп на заданную орбиту. Ожидаемое время работы спутника на орбите — 2 года.

## История
Разработка телескопа началась в 2005 году, однако в 2007-м году из-за сокращения бюджета NASA на научные программы, проект был закрыт. Но уже в тот же год учёные возобновили работы по разработке телескопа, и уже в начале 2012 года он был построен.

## Характеристики
Инструменты NuSTAR состоят из двух соосных телескопов со специальным покрытием поверхности и детекторов новой разработки, что позволит им эффективно работать до энергий 70-80 кэВ. Фокальная длина телескопа, зависящая от фокусного расстояния, составляет около 10 м. Такая большая фокальная длина телескопа при малом размере спутника будет достигаться за счет раздвигания специальных ферм уже после вывода спутника на орбиту. Прототип телескопов NuSTAR (под названием HEFT) был успешно испытан при запуске на баллоне в 2005 году.
Ожидается, что чувствительность зеркальной системы спутника NuSTAR будет превышать чувствительность лучших современных инструментов этого энергетического диапазона обсерваторий ИНТЕГРАЛ и СВИФТ более чем в 100 раз.
Научный руководитель обсерватории Фиона Харрисон (Калтех).
Основные научные задачи обсерватории:
- обзор площадок неба (включая область центра Галактики) с максимальной чувствительностью для изучения популяций чёрных дыр различных масс и компактных объектов;
- построение карт излучения радиоактивных элементов в молодых остатках вспышек сверхновых;
- изучение происхождения релятивистских струй частиц, вылетающих из сверхмассивных чёрных дыр.

В дополнение к основной программе ожидается, что при помощи NuSTAR будет достигнут прогресс в различных областях астрофизики, от происхождения космических лучей до физики экстремальных состояний вещества у компактных объектов в нашей Галактике и картографирования микровспышек на Солнце. Планируется, что NuSTAR будет участвовать в наблюдениях транзиентных (нерегулярно-переменных) объектов неба (наблюдения Target of Opportunity — срочные наблюдения для изучения явлений, которые можно наблюдать в течение ограниченного, заранее известного промежутка времени.).